# Modèle de Graham-Denning
 (mars 2023).
Si vous disposez d'ouvrages ou d'articles de référence ou si vous connaissez des sites web de qualité traitant du thème abordé ici, merci de compléter l'article en donnant les références utiles à sa vérifiabilité et en les liant à la section « Notes et références ».
Le modèle de Graham-Denning est un modèle de sécurité qui présente comment des sujets et des objets peuvent être créés et effacés. Il détermine aussi comment assigner de manière sécurisée des droits d'accès spécifiques.